# Cecidomyia
Cecidomyia är ett släkte av tvåvingar. Cecidomyia ingår i familjen gallmyggor.

## Dottertaxa tillCecidomyia, i alfabetisk ordning[1]
- Cecidomyia abbreviata
- Cecidomyia abrupta
- Cecidomyia actiosa
- Cecidomyia adusta
- Cecidomyia aethiops
- Cecidomyia agilis
- Cecidomyia albilabris
- Cecidomyia albimana
- Cecidomyia albipes
- Cecidomyia albonotata
- Cecidomyia albulipennis
- Cecidomyia amoena
- Cecidomyia amyotii
- Cecidomyia annulipes
- Cecidomyia apicalis
- Cecidomyia araneosa
- Cecidomyia ardens
- Cecidomyia articulata
- Cecidomyia artocarpi
- Cecidomyia atra
- Cecidomyia atricapilla
- Cecidomyia atriceps
- Cecidomyia atricornis
- Cecidomyia atriplicis
- Cecidomyia atrocularis
- Cecidomyia aurantiaca
- Cecidomyia avicenniae
- Cecidomyia baccata
- Cecidomyia basalis
- Cecidomyia bellula
- Cecidomyia bicolor
- Cecidomyia bicolora
- Cecidomyia biconica
- Cecidomyia bidenticulata
- Cecidomyia bipunctata
- Cecidomyia bisetosa
- Cecidomyia bombycina
- Cecidomyia brevicornis
- Cecidomyia brevipennis
- Cecidomyia brevis
- Cecidomyia brevispatula
- Cecidomyia brevitata
- Cecidomyia caeca
- Cecidomyia candidipes
- Cecidomyia capensis
- Cecidomyia capreae
- Cecidomyia carnea
- Cecidomyia cayamasensis
- Cecidomyia cecropiae
- Cecidomyia certa
- Cecidomyia ciliata
- Cecidomyia cinctipes
- Cecidomyia cineraria
- Cecidomyia cingulata
- Cecidomyia coccidarum
- Cecidomyia coccolobae
- Cecidomyia collinsoniae
- Cecidomyia concinna
- Cecidomyia condigna
- Cecidomyia confinis
- Cecidomyia conformis
- Cecidomyia conspecta
- Cecidomyia contigua
- Cecidomyia costalis
- Cecidomyia crassicornis
- Cecidomyia danae
- Cecidomyia dattai
- Cecidomyia decemmaculata
- Cecidomyia decolorata
- Cecidomyia decora
- Cecidomyia deferenda
- Cecidomyia deformans
- Cecidomyia dibapha
- Cecidomyia difficilis
- Cecidomyia discalis
- Cecidomyia discedens
- Cecidomyia discolor
- Cecidomyia disjuncta
- Cecidomyia dolosa
- Cecidomyia dubiella
- Cecidomyia dumetorum
- Cecidomyia elegans
- Cecidomyia eragrostisae
- Cecidomyia erronea
- Cecidomyia eucalypti
- Cecidomyia eupatorii
- Cecidomyia evanescens
- Cecidomyia expandens
- Cecidomyia faceta
- Cecidomyia fallax
- Cecidomyia fici
- Cecidomyia filipes
- Cecidomyia finalis
- Cecidomyia fixa
- Cecidomyia flavella
- Cecidomyia flavida
- Cecidomyia fleothripetiperda
- Cecidomyia flexa
- Cecidomyia fortunactus
- Cecidomyia fragilina
- Cecidomyia frauenfeldi
- Cecidomyia frenelae
- Cecidomyia frequens
- Cecidomyia frischii
- Cecidomyia furva
- Cecidomyia fuscescens
- Cecidomyia fuscicollis
- Cecidomyia fuscipennis
- Cecidomyia gemini
- Cecidomyia geniculata
- Cecidomyia gibbula
- Cecidomyia gilva
- Cecidomyia gollmeri
- Cecidomyia grisea
- Cecidomyia griseicollis
- Cecidomyia griseola
- Cecidomyia grossulariae
- Cecidomyia hageni
- Cecidomyia harrisi
- Cecidomyia helmsi
- Cecidomyia hirta
- Cecidomyia humilis
- Cecidomyia impudica
- Cecidomyia inaequalis
- Cecidomyia incompleta
- Cecidomyia indotata
- Cecidomyia innotata
- Cecidomyia invaria
- Cecidomyia japonica
- Cecidomyia klugii
- Cecidomyia lateralis
- Cecidomyia latipennis
- Cecidomyia latiuscula
- Cecidomyia lentipes
- Cecidomyia leptospermi
- Cecidomyia leucopeza
- Cecidomyia limbitorquens
- Cecidomyia linearis
- Cecidomyia lucida
- Cecidomyia lutea
- Cecidomyia lutulenta
- Cecidomyia lythri
- Cecidomyia macleayi
- Cecidomyia magna
- Cecidomyia malabarensis
- Cecidomyia marginata
- Cecidomyia marshalli
- Cecidomyia maura
- Cecidomyia maxima
- Cecidomyia mazaiana
- Cecidomyia mazaina
- Cecidomyia melana
- Cecidomyia mesasiatica
- Cecidomyia minima
- Cecidomyia miniscula
- Cecidomyia minuscula
- Cecidomyia modesta
- Cecidomyia moesta
- Cecidomyia mollipes
- Cecidomyia montana
- Cecidomyia mori
- Cecidomyia mucoris
- Cecidomyia muscosa
- Cecidomyia nana
- Cecidomyia negotiosa
- Cecidomyia nervosa
- Cecidomyia nigra
- Cecidomyia nigricollis
- Cecidomyia nigrina
- Cecidomyia nobilis
- Cecidomyia notabilis
- Cecidomyia nubeculosa
- Cecidomyia nubilipennis
- Cecidomyia obscura
- Cecidomyia obsoleta
- Cecidomyia ochracea
- Cecidomyia oleariae
- Cecidomyia omalanthi
- Cecidomyia orbitalis
- Cecidomyia oreas
- Cecidomyia ornata
- Cecidomyia paederiae
- Cecidomyia palustris
- Cecidomyia parietina
- Cecidomyia parilis
- Cecidomyia paula
- Cecidomyia percita
- Cecidomyia phagwariae
- Cecidomyia philippinensis
- Cecidomyia pictipennis
- Cecidomyia pictipes
- Cecidomyia pini
- Cecidomyia piniinopis
- Cecidomyia plagiata
- Cecidomyia plena
- Cecidomyia plumbea
- Cecidomyia polymorpha
- Cecidomyia portulacae
- Cecidomyia potentillaecaulis
- Cecidomyia pratorum
- Cecidomyia prisca
- Cecidomyia probata
- Cecidomyia pumila
- Cecidomyia pygmaea
- Cecidomyia quaesita
- Cecidomyia reburrata
- Cecidomyia regilla
- Cecidomyia reniformis
- Cecidomyia repleta
- Cecidomyia resinicola
- Cecidomyia resinicoloides
- Cecidomyia ribesii
- Cecidomyia rusticula
- Cecidomyia sarae
- Cecidomyia saxatilis
- Cecidomyia scelesta
- Cecidomyia scenica
- Cecidomyia scoparia
- Cecidomyia scutellata
- Cecidomyia semiopaca
- Cecidomyia senilis
- Cecidomyia signata
- Cecidomyia silvestrii
- Cecidomyia simplex
- Cecidomyia skusei
- Cecidomyia sobria
- Cecidomyia sociata
- Cecidomyia solennis
- Cecidomyia sorghicola
- Cecidomyia sphaeriaetyphinae
- Cecidomyia spongivora
- Cecidomyia squamulicola
- Cecidomyia stercoraria
- Cecidomyia strobiligemma
- Cecidomyia strobilina
- Cecidomyia sulfurea
- Cecidomyia sylvatica
- Cecidomyia tamaricis
- Cecidomyia tecta
- Cecidomyia tendens
- Cecidomyia tenuicornis
- Cecidomyia tergata
- Cecidomyia testacea
- Cecidomyia tormentillae
- Cecidomyia torreana
- Cecidomyia torreyi
- Cecidomyia tortilis
- Cecidomyia tristis
- Cecidomyia umbra
- Cecidomyia unicolor
- Cecidomyia urnicola
- Cecidomyia vaccinii
- Cecidomyia wanganuiensis
- Cecidomyia varicolor
- Cecidomyia varipes
- Cecidomyia vegrandis
- Cecidomyia verbasci
- Cecidomyia verbesinae
- Cecidomyia verna
- Cecidomyia villosa
- Cecidomyia violacea
- Cecidomyia vittata
- Cecidomyia vitulans
- Cecidomyia volitans
- Cecidomyia xanthopyga
- Cecidomyia yunnanensis